# Cratere Astor
Astor è un cratere sulla superficie di Giapeto.